# Peter Dickson
Peter James Dickson (født 27. august 1945 i Sydney, død 27. juni 2008 smst) var en australsk roer fra Sydney.
Dickson var en del af den australske otter, der vandt sølv ved OL 1968 i Mexico City, Mexico. Australierne fik sølv efter en finale, hvor Vesttyskland sikrede sig guldmedaljerne, mens Sovjetunionen vandt bronze. Den øvrige besætning i den australske båd var Alf Duval, Michael Morgan, Joe Fazio, David Douglas, John Ranch, Gary Pearce, Bob Shirlaw og styrmand Alan Grover.

## OL-medaljer
- 1968:  Sølv i otter